# ビクター・アラノ
ビクター・テオドロ・アラノ・アーマス（Víctor Teodoro Arano Armas, 1995年2月7日 - ）は、メキシコ合衆国ベラクルス州コサマロアパン出身のプロ野球選手（投手）。右投右打。MLBのワシントン・ナショナルズ所属。

## 経歴

### プロ入りとドジャース傘下時代
2013年4月にアマチュア・フリーエージェントでロサンゼルス・ドジャースと契約してプロ入り。契約後、傘下のルーキー級アリゾナリーグ・ドジャースでプロデビュー。13試合（先発8試合）に登板して3勝2敗、防御率4.20、49奪三振を記録した。
2014年はA級グレートレイクス・ルーンズでプレーし、22試合（先発15試合）に登板して4勝7敗3セーブ、え防御率4.08、83奪三振を記録した。

### フィリーズ時代
2014年8月28日、8月6日に行われたロベルト・ヘルナンデスとのトレードの後日発表選手の1人（もう1人の後日発表選手であるヘスムエル・バレンティンは8月16日に移籍）としてフィラデルフィア・フィリーズへ移籍した。なお、この年の移籍後は登板機会が無かった。
2015年は傘下のA+級クリアウォーター・スレッシャーズでプレーし、24試合（先発22試合）に登板して4勝12敗、防御率4.72、69奪三振を記録した。
2016年はA+級クリアウォーターとAA級レディング・ファイティン・フィルズでプレーし、2球団合計で46試合に登板して5勝2敗5セーブ、防御率2.26、95奪三振を記録した。オフにはアリゾナ・フォールリーグに参加し、スコッツデール・スコーピオンズに所属した。
2017年は開幕からAA級レディングでプレーし、32試合に登板して1勝2敗9セーブ、防御率4.19、38奪三振を記録した。9月12日にメジャー契約を結んでアクティブ・ロースター入りした。同日のマイアミ・マーリンズ戦でメジャーデビュー。この年メジャーでは10試合に登板して1勝0敗、防御率1.69、13奪三振を記録した。
2018年は60試合に登板して1勝2敗3セーブ、防御率2.73、60奪三振を記録した。
2019年は右肘を痛めたため、3試合の登板にとどまった。
2021年1月18日にC.J.チャタムの加入によりDFAとなった。

### ブレーブス傘下時代
2021年1月22日にウェイバー公示を経てアトランタ・ブレーブスへ移籍した。6月4日にタイ・タイスの加入によりDFAとなり、6日にマイナー契約となった（そのまま傘下のAAA級グウィネット・ストライパーズ所属。）。オフの11月7日にFAとなった。

### ナショナルズ時代
2022年11月24日にワシントン・ナショナルズとマイナー契約を結んだ。2022年3月14日にスプリングトレーニングに招待選手として参加することになった。4月7日に開幕ロースターに選出された。

## 詳細情報

### 年度別投手成績
| 年 度    | 球 団    | 登 板 | 先 発 | 完 投 | 完 封 | 無 四 球 | 勝 利 | 敗 戦 | セ 丨 ブ | ホ 丨 ル ド | 勝 率 | 打 者 | 投 球 回 | 被 安 打 | 被 本 塁 打 | 与 四 球 | 敬 遠 | 与 死 球 | 奪 三 振 | 暴 投 | ボ 丨 ク | 失 点 | 自 責 点 | 防 御 率 | W H I P |
| -------- | -------- | ----- | ----- | ----- | ----- | -------- | ----- | ----- | -------- | ----------- | ----- | ----- | -------- | -------- | ----------- | -------- | ----- | -------- | -------- | ----- | -------- | ----- | -------- | -------- | ------- |
| 2017     | PHI      | 10    | 0     | 0     | 0     | 0        | 1     | 0     | 0        | 2           | 1.000 | 42    | 10.2     | 6        | 0           | 4        | 0     | 0        | 13       | 0     | 0        | 2     | 2        | 1.69     | 0.94    |
| 2018     | PHI      | 60    | 0     | 0     | 0     | 0        | 1     | 2     | 3        | 10          | .333  | 246   | 59.1     | 54       | 6           | 17       | 4     | 1        | 60       | 1     | 0        | 19    | 18       | 2.73     | 1.20    |
| 2019     | PHI      | 3     | 0     | 0     | 0     | 0        | 1     | 0     | 0        | 0           | 1.000 | 16    | 4.2      | 2        | 1           | 2        | 0     | 0        | 7        | 0     | 0        | 2     | 2        | 3.86     | 0.86    |
| MLB：3年 | MLB：3年 | 73    | 0     | 0     | 0     | 0        | 3     | 2     | 3        | 12          | .600  | 304   | 74.2     | 62       | 7           | 23       | 4     | 1        | 80       | 1     | 0        | 23    | 22       | 2.65     | 1.14    |

- 2020年度シーズン終了時

### 年度別守備成績
| 年 度 | 球 団 | 投手（P） | 投手（P） | 投手（P） | 投手（P） | 投手（P） | 投手（P） |
| 年 度 | 球 団 | 試 合     | 刺 殺     | 補 殺     | 失 策     | 併 殺     | 守 備 率  |
| ----- | ----- | --------- | --------- | --------- | --------- | --------- | --------- |
| 2017  | PHI   | 10        | 0         | 1         | 0         | 0         | 1.000     |
| 2018  | PHI   | 60        | 1         | 6         | 0         | 0         | 1.000     |
| 2019  | PHI   | 3         | 0         | 0         | 0         | 0         | ----      |
| MLB   | MLB   | 73        | 1         | 7         | 0         | 0         | 1.000     |

- 2020年度シーズン終了時

### 背番号
- 64（2017年 - 2019年、2022年　- ）